# 당세구족

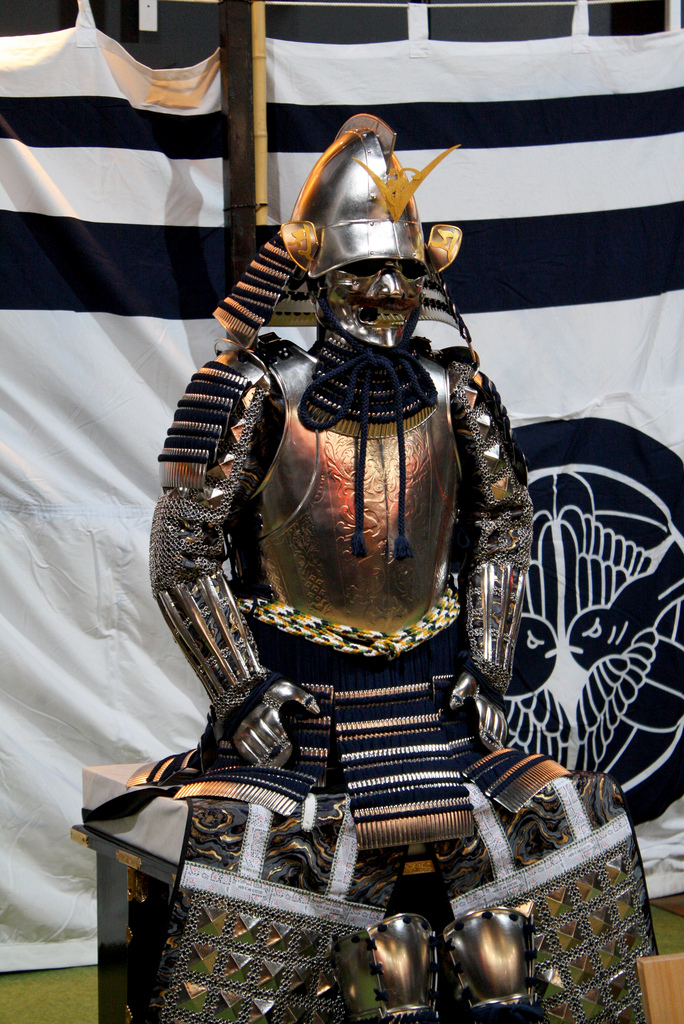
우에스기 켄신의 당세구족.

당세구족(일본어: 当世具足 토우세이구소쿠[*])은 일본 갑옷의 일종이다. 전술의 변화, 무기의 발전 등 여러 요인으로 인해 무로마치 시대 후기부터 아즈치모모야마 시대에 걸쳐 그 이전까지 유행하던 오오요로이를 도태시키고 등장한 양식이다. "당세"란 "요즘 세상"이라는 뜻으로, 센고쿠 시대 당시 사람들이 오오요로이 등 전통적인 갑옷에 비해 새로운 갑옷이라는 의미로 이용한 호칭이 공식화한 것이다.

## 특징
난보쿠초 시대에서 무로마치 시대 전기에 걸쳐서 동환, 복권 등 전통적인 형태의 갑옷이 주로 이용되었지만, 센고쿠 시대에 들어서 집단전이나 총격전이 등장하면서 대량생산에 적합하면서도 견고함을 갖춘 갑옷이 요구되었다. 이에 따라 기존의 전통에 얽매이지 않는 혁신적인 개선이 이루어져 생산성과 기능성이 향상되고, 보다 간편하고 강력한 갑옷이 되었다. 그러나 몸통과 투구는 강력해졌지만 팔다리는 여전히 기존의 형식을 답습하여 찰갑 내지 쇄자갑으로 만들어져 운동성을 중시했다.
전통적인 갑옷 삼총사인 대개, 동환, 복권은 그 규격이 제각각일 뿐 찰갑을 베이스로 한다는 점에서 거의 동일한 구조이다. 그러나 당세구족은 그와 대조적으로 다양한 형식을 가진다. 또한 단순히 형식 뿐 아니라 부가적 장식을 통한 외형의 변형도 늘었다. 이는 전투 규모의 확대의 영향으로 피아 식별의 필요성과 전장에서의 자기 과시를 목적으로 한 것이다. 또한 기본적인 디자인이 단순화함으로써 그 기본을 바탕으로 한 창의적인 변형이 증가했다. 예컨대 투구 장착물의 경우 대개에서는 한 종류밖에 존재하지 않았지만 당세구족에서는 가몬이나 굳이 좌우 비대칭으로 한 것 등 다양한 것이 존재한다.
한편 센다이번의 다테 마사무네 같은 영주는 검은 옻칠을 한 당세구족을 사용하고, 고위 사무라이에서 아시가루까지 모두 검은색의 갑옷을 입혀 유니폼화를 도모한 사례도 있다.
에도 시대 들어서는 갑옷이 장식품으로 전락하여 대개나 동환을 본뜬 복고풍 갑옷이 만들어지게 되었고, 당세구족의 의미는 퇴색한다.

## 각 부위 명칭
우측 그림과 함께 볼 것.

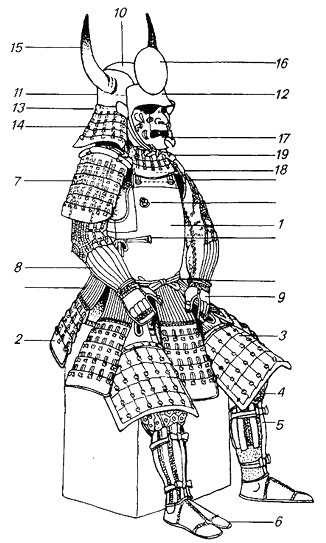

1. 동(胴 도우[*]) - 몸통. 우측 그림의 것은 불동이다.
2. 초접(草摺 쿠사즈리[*])
3. 패순(佩楯 하이다테[*])
4. 입거(立挙 타테아게[*])
5. 노당(臑当 스네아테[*])
6. 갑현(甲懸 코우가케[*])
7. 수(袖 소데[*]) - 소매. "당세수"라고도 한다.
8. 농수(籠手 코테[*])
9. 수갑(手甲 텟코우[*]) - 손 보호대.
10. 두발(兜鉢 카부토바치[*]) - 투구의 머리를 덮는 부위.
11. 요권(腰巻 코시마키[*])
12. 미비(眉庇 마비사시[*])
13. 취반(吹返 후키카에시[*])
14. 철(錣 시코로[*])
15. 입물(立物 타테모노[*]) - 투구장식.
16. 입물(立物)
17. 면협(面頬 멘포우[*]) - 면구의 일종.
18. 수(垂 타레[*])
19. 금회(襟廻 에리마와시[*])

## 유명한 당세구족

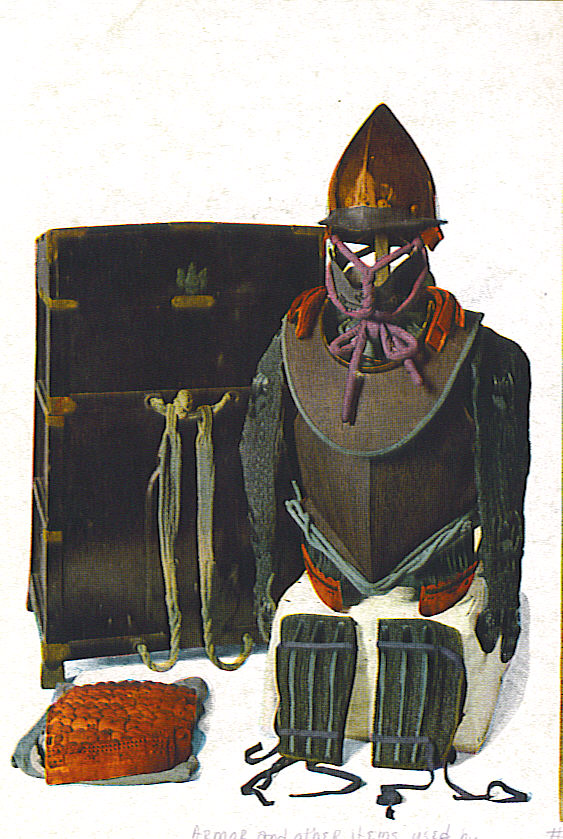
도쿠가와 이에야스의 남만동구족.

- 흑칠도오매동구족(黒漆塗五枚胴具足 쿠로우루시누리 고마이도우 구소쿠[*]) - 다테 마사무네의 것. 센다이 시 박물관 소장.

유니폼화를 도모한 센다이 번을 대표하는 당세구족으로, 고위 무사에서 아시가루에 이르기까지 동일한 형식으로 통일되어 있었다. 투구의 입물이 좌우 비대칭의 초승달 모양이다. 이 좌우 비대칭은 디자인 감각 뿐 아니라 칼을 내려칠 때 방해되지 않도록 오른쪽을 작게 하는 실용적 의미도 있었다. 센다이 번주는 대대로 같은 형식의 갑옷을 사용했다.
- 남만동구족(南蛮胴具足 난반도우 구소쿠[*]) - 도쿠가와 이에야스의 것. 닛코 동조궁 소장.

윌리엄 애덤스가 일본에 표류한 뒤 그 배에 적재되어 있던 해병용 서양 판금갑을 회수하여 당세구족으로 개조한 것이다.
- 이여찰흑멱멸동구족(伊予札黒糸威胴丸具足 이요자네 쿠로이토오도시 도우마루 구소쿠[*]) - 도쿠가와 이에야스의 것. 구능산 동조궁 소장.

- 휴목철통측동구족(畦目綴桶側胴具足 우나메토지 오케가와도우 구소쿠[*]) - 호소카와 다다오키의 것. 에이세이 문고 소장.

- 금소찰백사소현멸동환구족(金小札白絲素懸威胴丸具足 きんこざね しろいとすがけおどし どうまる ぐそく[*]) - 마에다 토시이에의 것. 마에다 육덕회 소장.

- 편기탈동구족(片肌脱胴具足 카타하다누기도우 구소쿠[*]) - 가토 기요마사의 것. 도쿄 국립 박물관 소장.

당세구족 위에 동환을 모방해 색실을 입혀 마치 동환을 반 탈의한 것처럼 생겼다.